# SV Kerkrade
SV Kerkrade (Minor genoemd) is een voormalige Nederlandse voetbalclub uit Kerkrade. De vereniging werd op 1 augustus 1926 opgericht en ging op 10 november 1954 samen met VV Bleijerheide op in Roda Sport, een van de voorlopers van het huidige Roda JC. In het seizoen 1947/48 promoveerde de club naar de eerste klasse.
De club werd in 1926 opgericht als Minor maar deze naam werd afgewezen door de Rooms-Katholieke Limburgsche Voetbalbond waarna de naam RKVV Kerkrade werd. In oktober 1940 kwam een fusie met KVC Oranje tot stand die echter al na een paar weken weer ontbonden werd. In de jaren 1940 werd de naam SV Kerkrade waarbij ook handbal en atletiek bedreven werd.
De club speelde haar wedstrijden in gele shirts en rode broeken. De clubkleur geel symboliseert de verbondenheid met de kerk en de kleur rood is afkomstig van de stadskleur rood.

Stamboom van Roda JC

## Betaald voetbal

### Overzichtslijsten
| Resultaten van SV Kerkrade sinds de toetreding in het betaald voetbal in 1954 | Resultaten van SV Kerkrade sinds de toetreding in het betaald voetbal in 1954 | Resultaten van SV Kerkrade sinds de toetreding in het betaald voetbal in 1954 | Resultaten van SV Kerkrade sinds de toetreding in het betaald voetbal in 1954 | Resultaten van SV Kerkrade sinds de toetreding in het betaald voetbal in 1954 | Resultaten van SV Kerkrade sinds de toetreding in het betaald voetbal in 1954 | Resultaten van SV Kerkrade sinds de toetreding in het betaald voetbal in 1954 | Resultaten van SV Kerkrade sinds de toetreding in het betaald voetbal in 1954 | Resultaten van SV Kerkrade sinds de toetreding in het betaald voetbal in 1954 | Resultaten van SV Kerkrade sinds de toetreding in het betaald voetbal in 1954 | Resultaten van SV Kerkrade sinds de toetreding in het betaald voetbal in 1954 | Resultaten van SV Kerkrade sinds de toetreding in het betaald voetbal in 1954 | Resultaten van SV Kerkrade sinds de toetreding in het betaald voetbal in 1954 |
| Seizoen                                                                       | Competitie                                                                    | Competitie                                                                    | Competitie                                                                    | Competitie                                                                    | Competitie                                                                    | Competitie                                                                    | Competitie                                                                    | Competitie                                                                    | Competitie                                                                    | Kwalificatie                                                                  | KNVB beker                                                                    | Bijzonderheid |
| Seizoen                                                                       | Divisie                                                                       | GW                                                                            | W                                                                             | G                                                                             | V                                                                             | PNT                                                                           | DV                                                                            | DT                                                                            | POS                                                                           | Kwalificatie                                                                  | KNVB beker                                                                    | Bijzonderheid |
| ----------------------------------------------------------------------------- | ----------------------------------------------------------------------------- | ----------------------------------------------------------------------------- | ----------------------------------------------------------------------------- | ----------------------------------------------------------------------------- | ----------------------------------------------------------------------------- | ----------------------------------------------------------------------------- | ----------------------------------------------------------------------------- | ----------------------------------------------------------------------------- | ----------------------------------------------------------------------------- | ----------------------------------------------------------------------------- | ----------------------------------------------------------------------------- | --- |
| 1954/55                                                                       | Eerste klasse C                                                               | 9                                                                             | 1                                                                             | 0                                                                             | 8                                                                             | 2                                                                             | 13                                                                            | 30                                                                            | 13e                                                                           | –                                                                             | Geen bekertoernooi                                                            | SV Kerkrade treedt toe tot het betaald voetbal en fuseert na het afgebroken seizoen met VV Bleijerheide tot Roda Sport. De competitie werd na de fusie van de KNVB en de NBVB niet afgemaakt. Alle teams werden opnieuw ingedeeld. |

### Topscorers
- 1954/55:  Bob Jongen (5)

### Trainers
- 1954–1955:  Hub Lejeune